# Portieken van Bologna

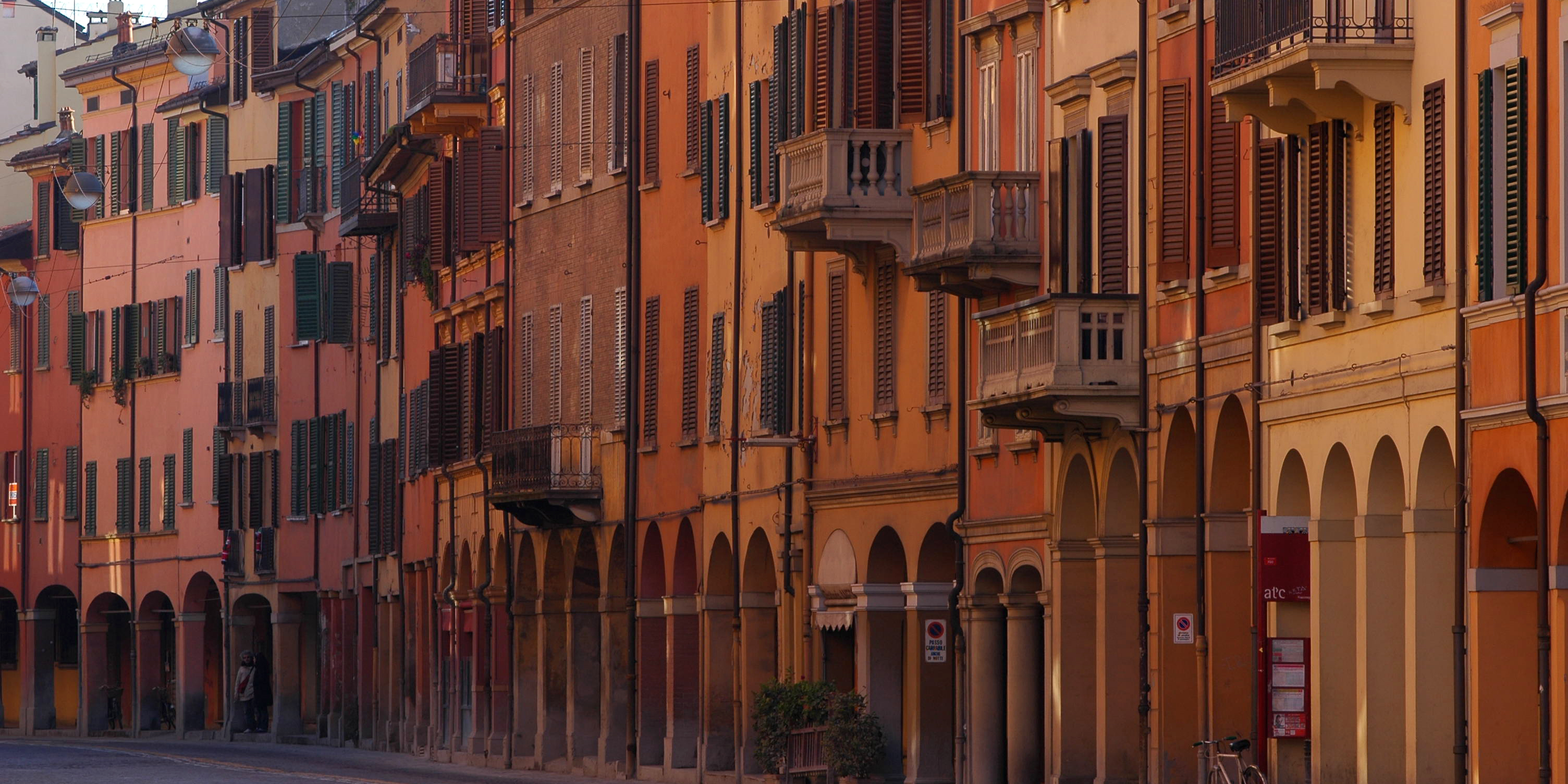

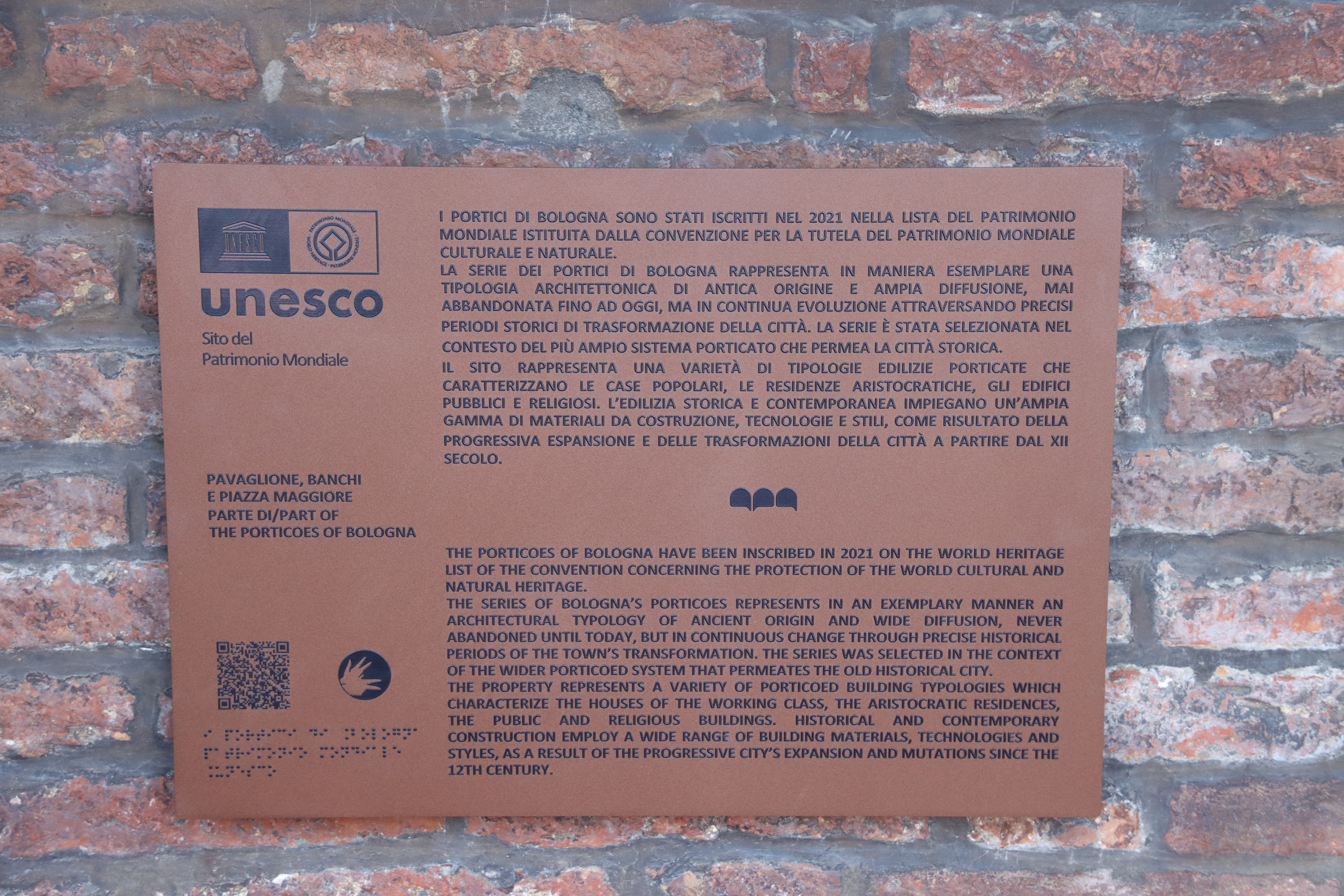
Unesco-plaquette 'portieken van Bologna'

Portieken van Bologna (Italiaans: Portici di Bologna) is de naam waaronder de vele arcades in de Italiaanse stad Bologna worden aangeduid. Ze zijn tijdens de 44e sessie van de UNESCO Commissie voor het Werelderfgoed in 2021 erkend als cultureel werelderfgoed en toegevoegd aan de Werelderfgoedlijst.
Geen enkele andere stad in de wereld telt zoveel gaanderijen als Bologna: alles bij elkaar hebben deze arcades in het historisch centrum van de stad een lengte van 42 kilometer. Daarnaast bestaat er nog 20 km aan gaanderijen buiten het stadscentrum. De bescherming als werelderfgoed omvat de volle 62 kilometer arcades, opgedeeld in 12 zones:
1. Woongalerijen van Santa Caterina
2. Portiekplein van Santo Stefano
3. Portiekweg van Galliera
4. Portico van Baraccano
5. Commerciële arcades van pavaglione en banchi
6. Devotionele portiek van San Luca
7. Academische arcades van via Zamboni
8. Portiek van de Certosa
9. Arcades van Piazza Cavour en Via Farini
10. Triomfantelijke arcades van Strada Maggiore
11. Arcadegebouw van de wijk Barca
12. Mambo's portiekgebouw

De gaanderij van San Luca heeft een totale lengte van 3.796 meter en telt 666 bogen. Het zou daarmee de langste arcade ter wereld zijn. Ze werd geconstrueerd tussen 1674 en 1721.

## Galerij

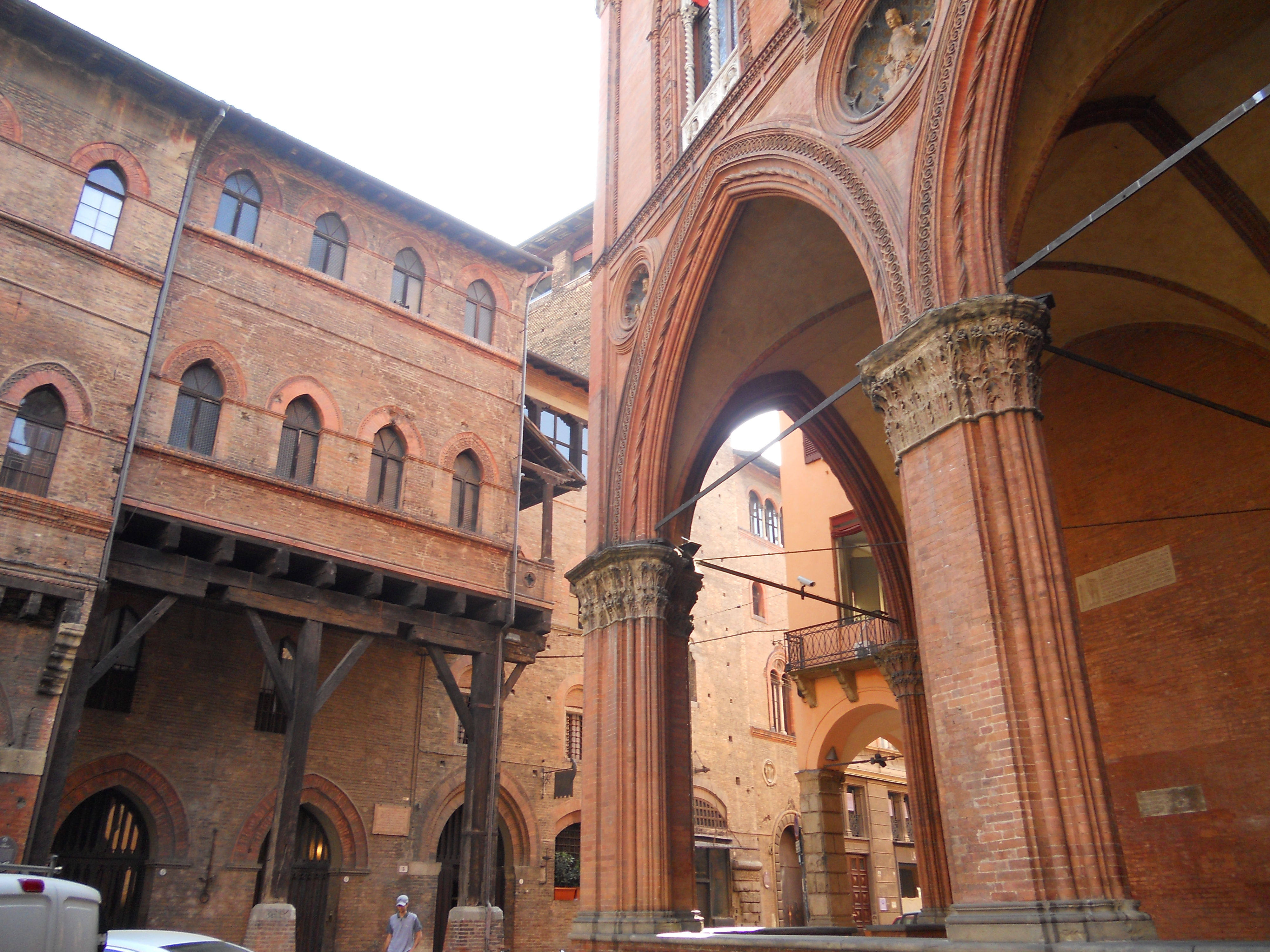
Piazza della Mercanzia
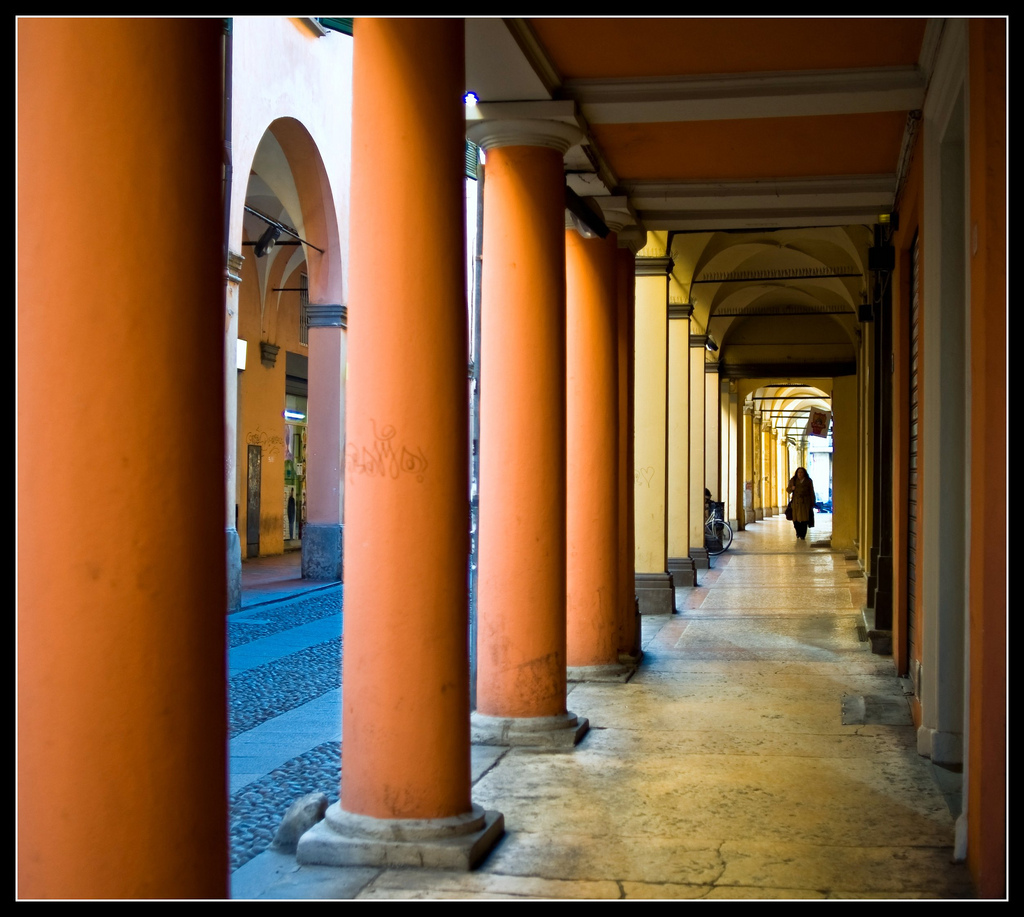
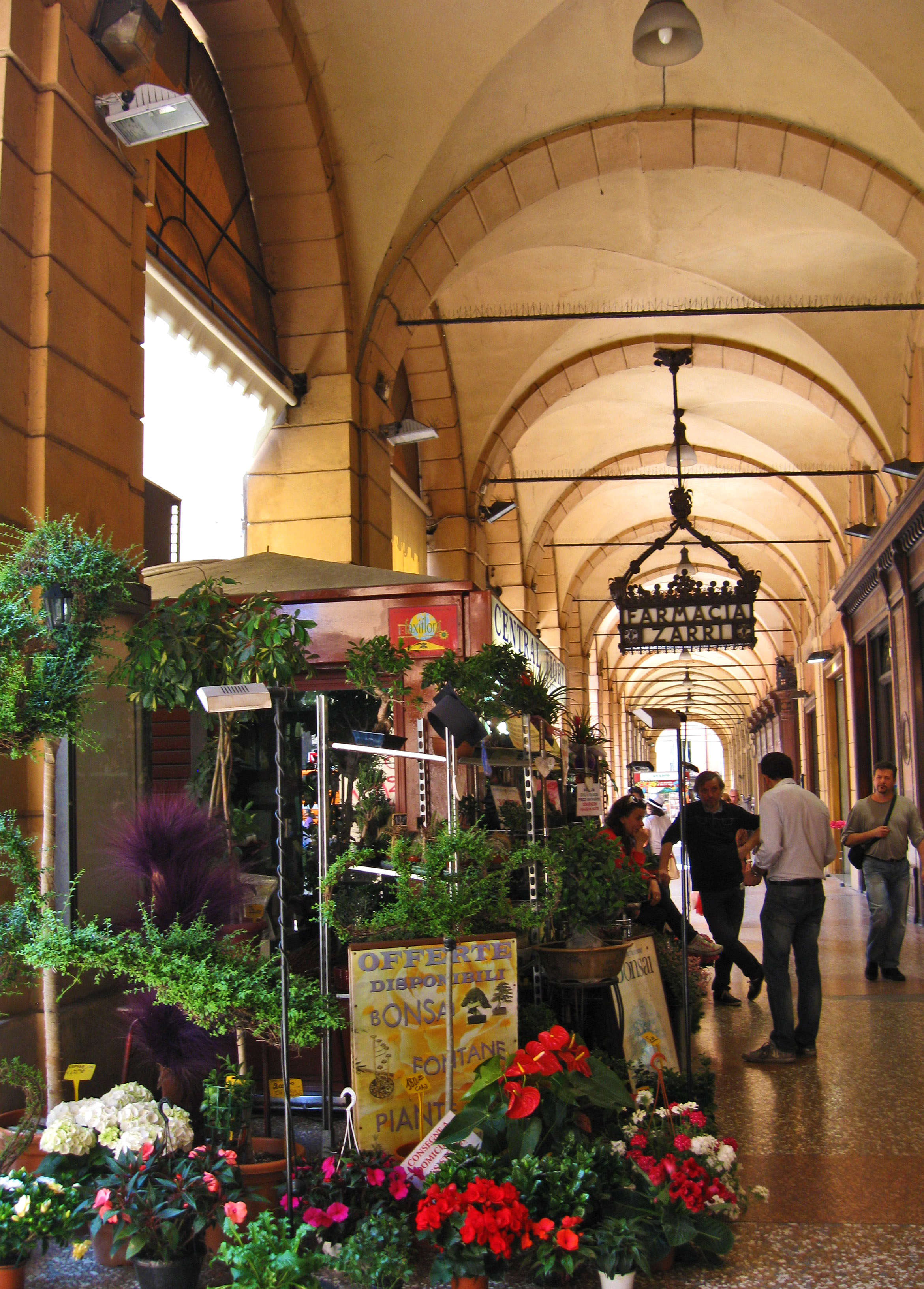
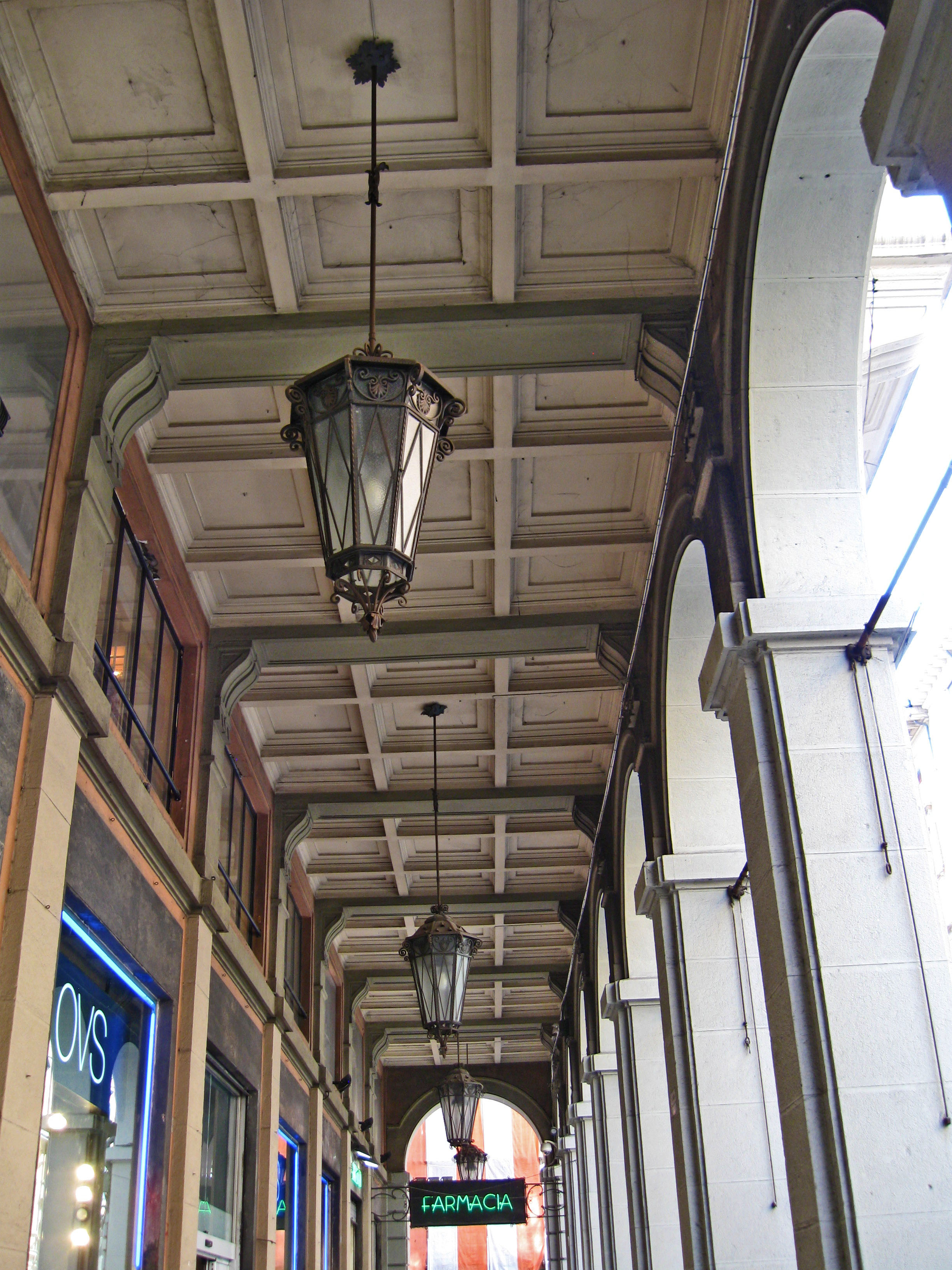
Via Ugo Bassi
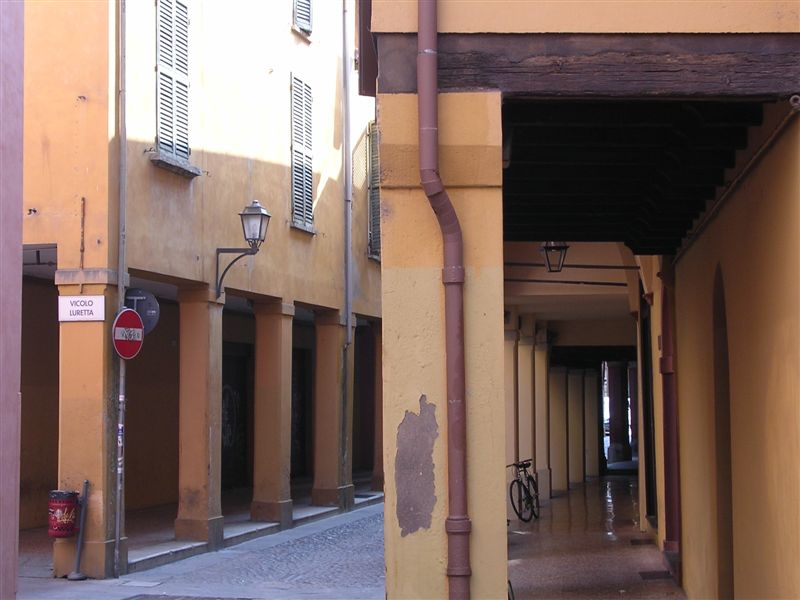
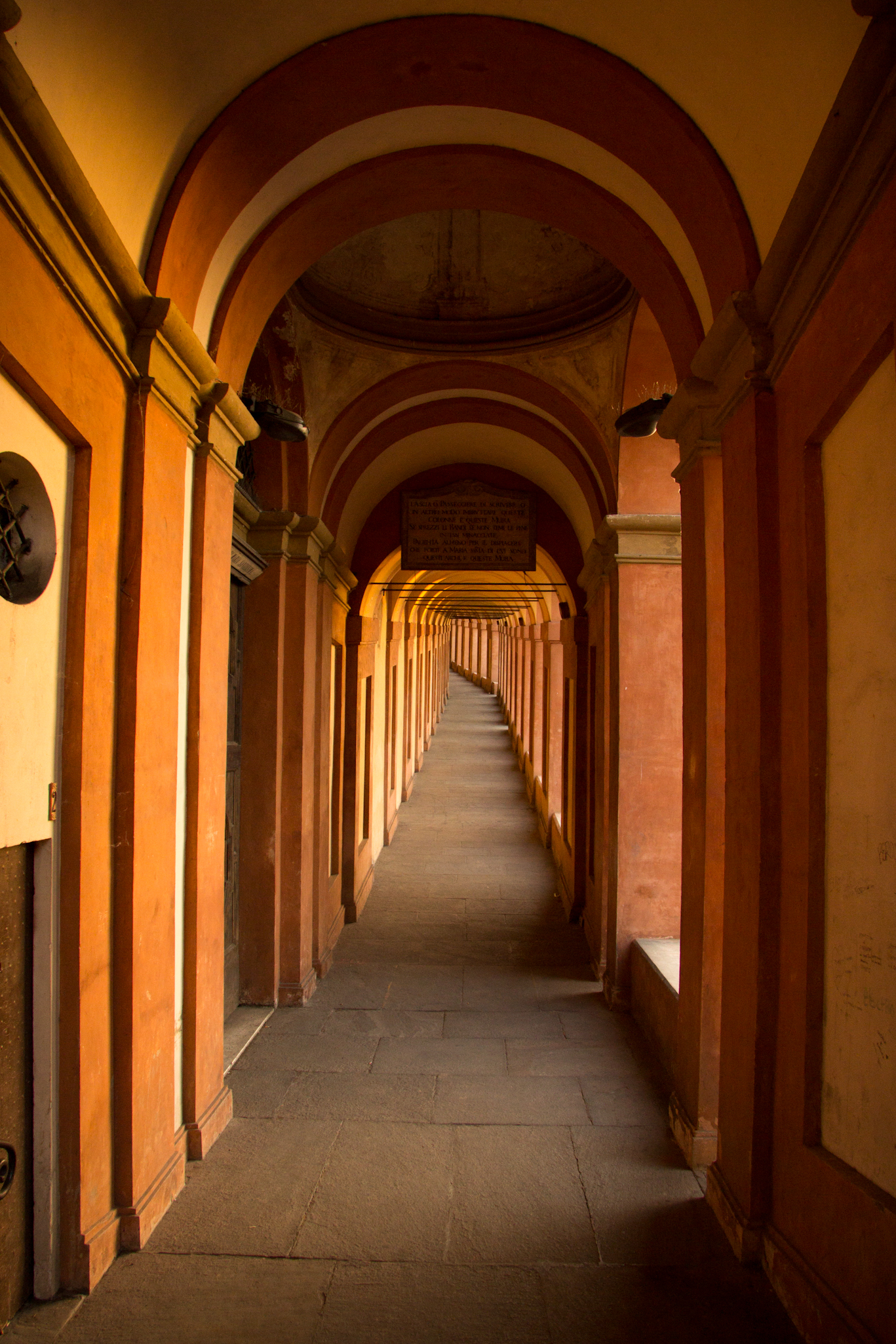
San Luca, langste gaanderij ter wereld
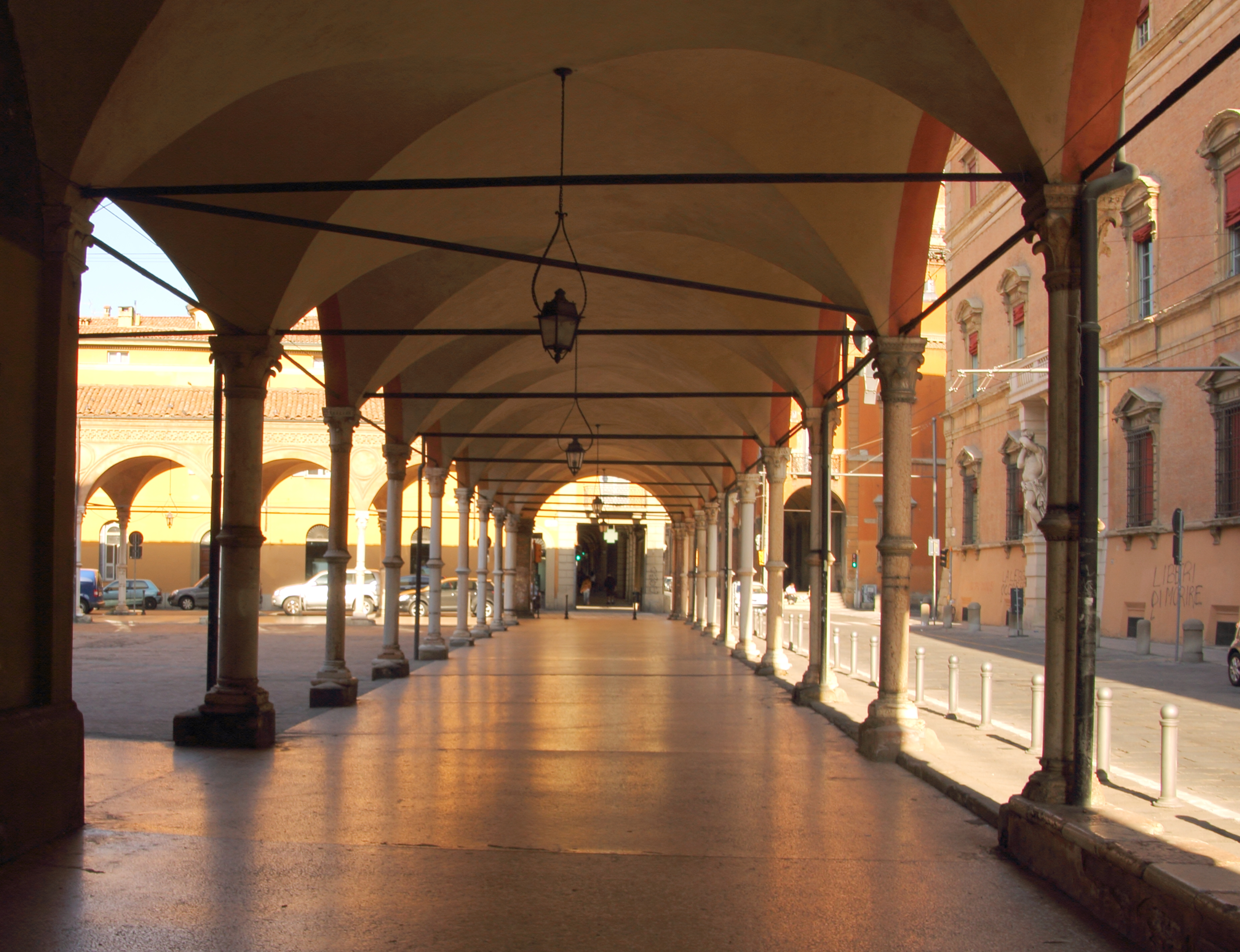
Brede gaanderij
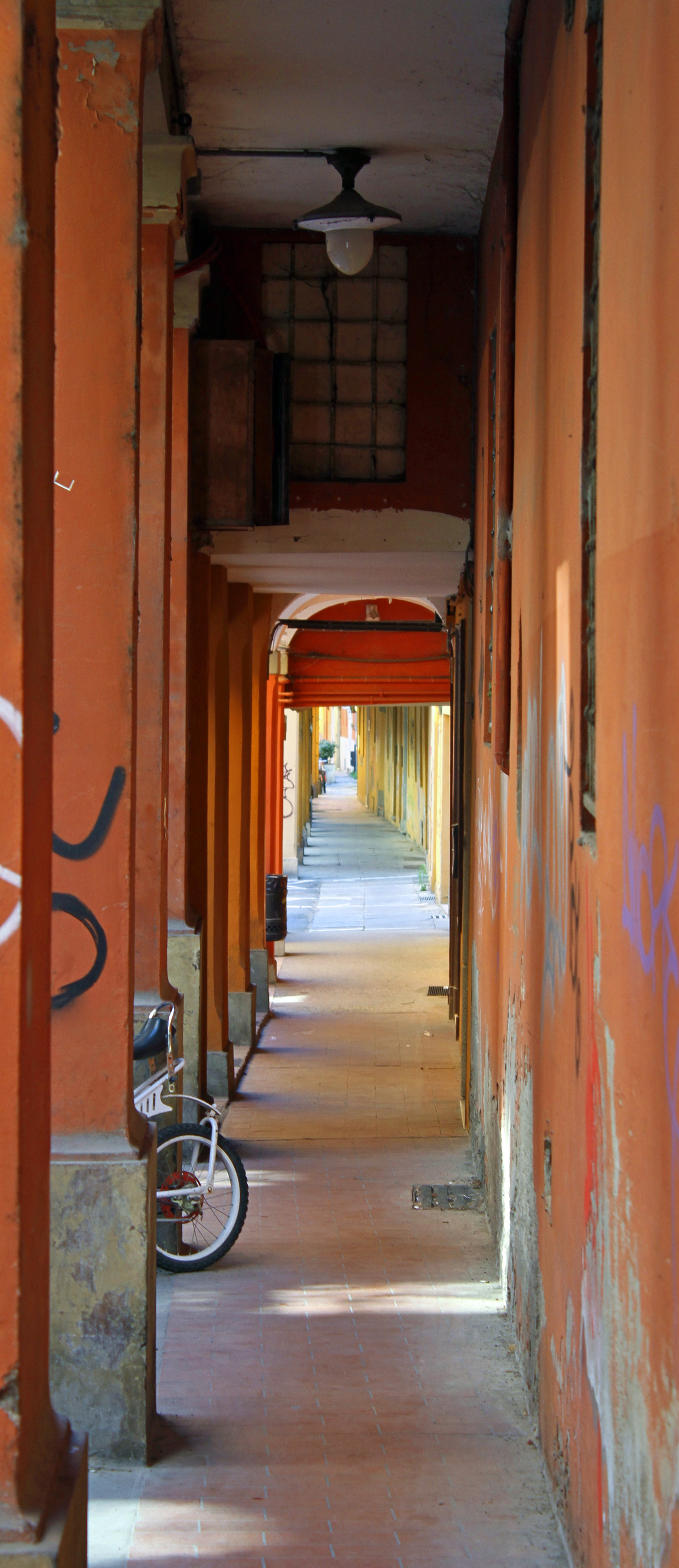
Smalste gaanderij (95 cm)

Rotstekeningen van Valcamonica · Kerk en dominicanenklooster van Santa Maria delle Grazie met "Het Laatste Avondmaal" van Leonardo da Vinci · Historisch centrum van Rome, de bezittingen van de Heilige Stoel in die stad met speciale territoriale rechten en Sint-Paulus buiten de Muren · Historisch centrum van Florence · Venetië met zijn lagune · Domplein van Pisa · Historisch centrum van San Gimignano · Sassi en het park met de rotskerken van Matera · Vicenza en de Palladiaanse villa's in Veneto · Historisch centrum van Siena · Historisch centrum van Napels · Crespi d'Adda · Ferrara, stad van de renaissance in de Po-delta · Castel del Monte · Trulli van Alberobello · Vroeg-christelijke monumenten van Ravenna · Historisch centrum van Pienza · 18e-eeuws Koninklijk Paleis van Caserta met park, aquaduct van Vanvitelli en San Leuciocomplex · Residenties van het Koninklijk Huis van Savoye · Botanische tuin in Padua · Porto Venere, Cinque Terre en de eilanden Palmaria, Tino en Tinetto ·  Kathedraal, Torre Civica en Piazza Grande, Modena · Archeologisch Pompeï, Herculaneum en Torre Annunziata · Amalfitaanse kust · Archeologisch Agrigento · Villa Romana del Casale · Nuraghe Su Nuraxi bij Barumini · Nationaal park Cilento, Vallo di Diano e Alburni met archeologisch Paestum en Velia en Kartuizerklooster San Lorenzo · Historisch centrum van Urbino · Archeologische opgravingen en Patriarchale Basiliek van Aquileia · Villa Adriana, Tivoli · Eolische Eilanden · Assisi, Sint-Franciscusbasiliek en andere franciscaanse locaties · Verona · Villa d'Este, Tivoli · Laatbarokke steden in het Val di Noto (Zuidoost-Sicilië) · Heilige bergen · Monte San Giorgio · Etruskische begraafplaatsen van Cerveteri en Tarquinia · Val d'Orcia · Syracuse en de rotsnecropolis van Pantalica · Genua: Le Strade Nuove en het systeem van de Palazzi dei Rolli · Oude en voorhistorische beukenbossen van de Karpaten en andere regio's van Europa · Mantua en Sabbioneta · Rhätische Bahn in het Albula/Bernina-landschap · Dolomieten · Longobarden in Italië. Plaatsen van macht (568-774 na Christus) · Prehistorische paalwoningen in de Alpen · Etna · Villa's en tuinen van de Medici in Toscane · Wijngaardlandschap van Piëmont: Langhe-Roero en Monferrato · Arabisch-Normandisch Palermo en de kathedralen van Cefalù en Monreale · Venetiaanse verdedigingswerken van de 15e tot 17e eeuw: Stato da Terra - westelijke Stato da Mar · Ivrea, industriestad van de 20e eeuw · De prosecco-heuvels van Conegliano en Valdobbiadene · Historische kuuroorden van Europa (Montecatini Terme) · Padua's 14e-eeuwse frescocycli · De portieken van Bologna · Via Appia. Regina viarum